# Giacomo Zanoni
Pour les articles homonymes, voir Zanoni (homonymie).
Giacomo Zanoni est un botaniste italien, né en 1615 à Montecchio et mort en 1682.

## Biographie
Giacomo Zanoni naquit à Montecchio, dans la Lombardie, en 1615. Son père, qui exerçait dans cette ville la profession d’apothicaire, l’ayant laissé orphelin en bas âge, il fut élevé sous les yeux de son oncle et de sa mère avec beaucoup de soin, et apporta dans toutes ses études un zèle et une facilité peu ordinaires ; mais ce fut surtout à la botanique qu’il se livra avec ardeur. Ses parents, qui voyaient dans cette science la base de la pharmacie, secondèrent ses dispositions et son goût. À vingt ans, il fut envoyé à Bologne, où il herborisa avec le savant Ambrosini, dont il devint le disciple favori et presque l’émule.
Aussi, à vingt-sept ans, fut-il nommé par les administrateurs municipaux de cette ville gardien du jardin botanique, en remplacement du vieux Paolo Gatto, admis à la retraite, après quarante ans de services. Le jardin ne tarda pas à se ressentir du changement opéré dans la personne du directeur. Zanoni parcourait sans cesse avec toute l’activité du jeune âge les montagnes et les plaines des environs, pour leur enlever de nouvelles richesses. Il augmenta ainsi d’un grand nombre d’espèces, qui jusque-là avaient échappé aux recherches, les cartons du musée botanique. Il les pourvut aussi d’échantillons plus beaux ou plus remarquables que les précédents. Enfin il perfectionna la méthode de dessiccation, et facilita les moyens de conserver plus longtemps et avec plus de traits caractéristiques ces dépouilles flétries de l’empire végétal.
Ses nombreuses relations avec les savants les plus illustres de toutes les parties de l’Italie, ainsi qu’avec ceux de la France, le mirent à même d’obtenir beaucoup d’espèces, de variétés, ou même de genres étrangers à la flore bolonaise ; et les plantes de l’Inde et de l’Amérique vinrent en grand nombre se mêler, dans sa collection, à celles du royaume de Naples, de l’État romain et de la Lombardie. Alors il s’occupa de donner la nomenclature et la description de ses richesses, et préluda à l’ouvrage qu’il méditait par la publication de deux Tableaux, 1671. L’accueil favorable que ce spécimen reçut du public l’encouragea à continuer ; et il fit paraître la première partie de ses observations sous le titre de Storia botanica delle piante più rare, etc., Bologne, 1675, un vol. in-fol. Il travaillait sans relâche à la seconde partie, pour laquelle il avait rassemblé des notes précieuses, et rédigé déjà beaucoup de descriptions, quand il fut atteint d’une maladie mortelle, et emporté le 24 août 1682.

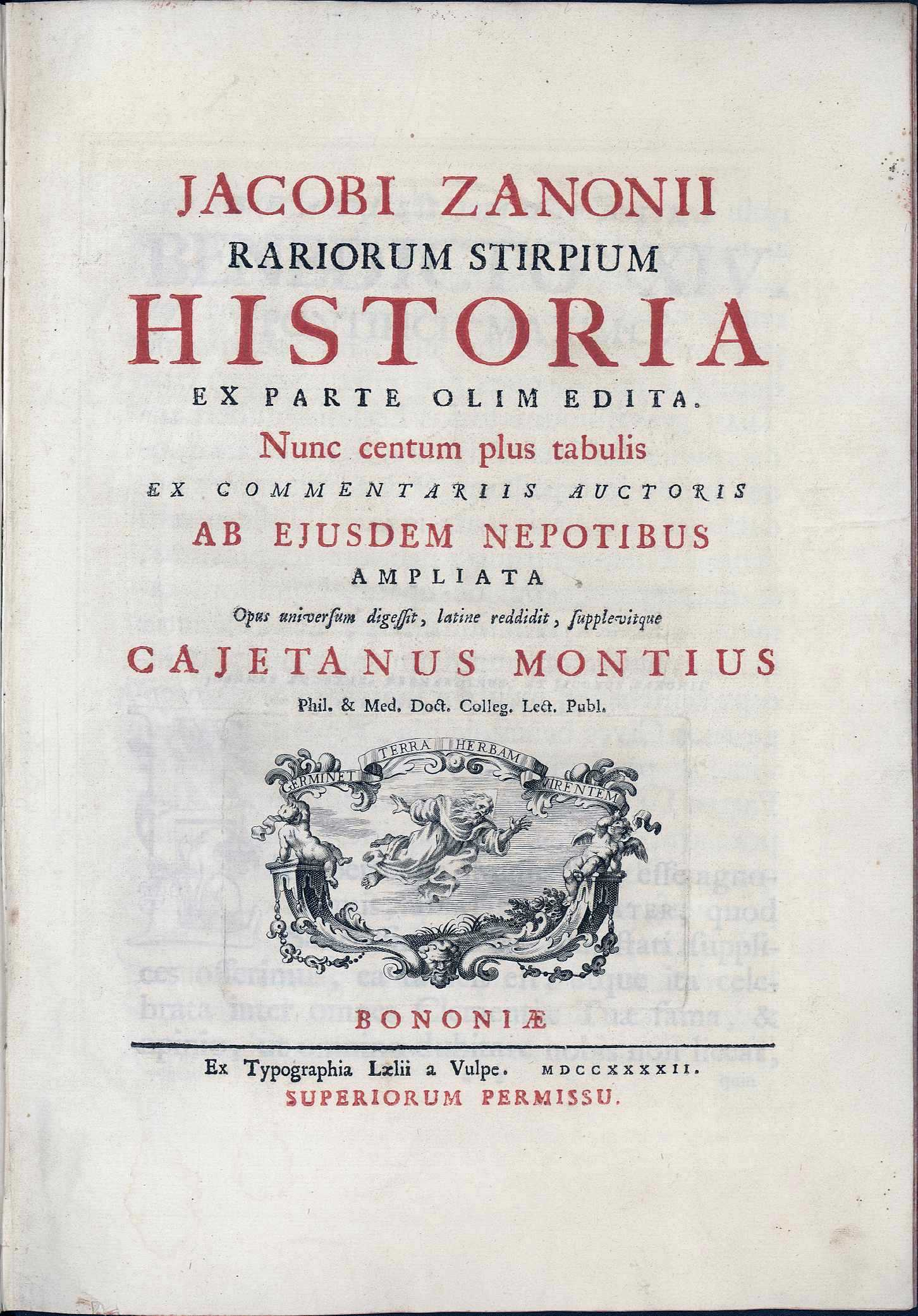
L'édition latine posthume de 1742

Son fils Peregrino Zanoni, qui se proposait de compléter et de faire paraître les travaux de son père, ayant lui-même été enlevé quelques années après, les manuscrits du savant botaniste restèrent ensevelis dans l’oubli jusqu’à ce qu’enfin ses héritiers, stimulés par les offres d’un riche Anglais, résolurent de les tirer de la poussière. Ils s’adressèrent à Gaetano Monti, fils du botaniste Giuseppe Monti, et le prièrent de mettre en ordre les manuscrits de leur aïeul. Mais celui-ci, regardant les notes qui restaient comme peu propres à composer un nouvel ouvrage ou une seconde partie de l’ouvrage publié, se borna à en faire une traduction latine, dans laquelle il intercala les fragments inédits de Zanoni, et où d’ailleurs il se permit quelques modifications dont il rend compte dans un discours préliminaire. Cette traduction parut, précédée d’une Vie de Zanoni et du P. Matteo di San Giuseppe, carme et missionnaire dans l’Orient, sous le titre de Jacobi Zanonii rariorum stirpium historia ex parte olim edita, nunc, etc., Bologne, 1742, in-fol., figures. On a aussi de Zanoni un opuscule intitulé Indice delle piante trovate nell’anno 1652 nel viaggio di Castiglione ed altri monti di Bologna, Bologne, 1633, in-fol.